# Simbabwische Cricket-Nationalmannschaft in Australien in der Saison 2003/04
Die Tour der simbabwischen Cricket-Nationalmannschaft nach Australien in der Saison 2003/04 fand vom 9. bis zum 20. Oktober 2003 statt. Die internationale Cricket-Tour war Bestandteil der Internationalen Cricket-Saison 2003/04 und umfasste zwei Tests. Australien gewann die Test-Serie 2–0.

## Vorgeschichte
Für beide Teams war es die erste Tour der Saison.
Das letzte Aufeinandertreffen der beiden Mannschaften bei einer Tour fand in der Saison 2000/01 in Australien statt.

## Stadien
Die folgenden Stadien wurden für die Tour als Austragungsort vorgesehen und am 16. April 2003 bekanntgegeben.
| Stadion               | Stadt  | Kapazität | Spiele  |
| --------------------- | ------ | --------- | ------- |
| WACA Ground           | Perth  | 20.000    | 1. Test |
| Sydney Cricket Ground | Sydney | 48.000    | 2. Test |

## Kaderlisten
Simbabwe benannte seinen Kader am 17. September 2003.
Australien benannte seinen Kader am 1. Oktober 2003.
| Test | Test |
| Australien | Simbabwe |
| --- | --- |
| - Steve Waugh (K) - Andy Bichel - Adam Gilchrist (wk) - Jason Gillespie - Matthew Hayden - Brad Hogg - Simon Katich - Justin Langer - Brett Lee - Darren Lehmann - Stuart MacGill - Damien Martyn - Ricky Ponting - Brad Williams | - Heath Streak (K) - Andy Blognaut - Stuart Carlisle - Dion Ebrahim - Sean Ervine - Craig Evans - Gavin Ewing - Trevor Gripper - Blessing Mahwire - Ray Price - Tatenda Taibu (wk) - Craig Wishart - Mark Vermeulen |

## Tour Matches
| 28. – 30. September Scorecard | Baldivis | Zimbabweans 149 (69.4) & 255-9d (108.1) | – | Rockingham-Mandurah Invitational XI 123 (46.4) & 135-6 (34) |
|                               |          | Remis                                   |   |                                                             |

| 1. Oktober Scorecard | Perth (Lilac Hill) | Cricket Australia Chairman’s XI 240 (49.5) | – | Zimbabweans 241-3 (41.2) |
|                      |                    | Zimbabweans gewinnt mit 7 Wickets          |   |                          |

| 3. – 5. Oktober Scorecard | Perth | Zimbabweans 330 (124.3) & 146-6d (49.4) | – | Western Australia 207-6d (61) & 266-4 (38) |
|                           |       | Remis                                   |   |                                            |

## Tests

### Erster Test in Perth
| 9. – 13. Oktober Scorecard | Perth | Australien 735-6d (146.3) & 321 (127.2)           | – | Simbabwe 239 (89.3) |
|                            |       | Australien gewinnt mit einem Innings und 175 Runs |   |                     |

### Zweiter Test in Sydney
| 17. – 20. Oktober Scorecard | Sydney | Simbabwe 308 (107.2) & 266 (91.5) | – | Australien 403 (103.3) & 172-1 (29.1) |
|                             |        | Australien gewinnt mit 9 Wickets  |   |                                       |

## Statistiken
Die folgenden Cricketstatistiken wurden bei dieser Tour erzielt.
| Tests           | Tests      | Tests   | Tests   | Tests   | Tests   | Tests   | Tests   | Tests   |
| Batting         | Batting    | Batting | Batting | Batting | Batting | Batting | Batting | Batting |
| Spieler         | Mannschaft | Spiele  | Innings | Runs    | Average | HS      | 100s    | 50s     |
| --------------- | ---------- | ------- | ------- | ------- | ------- | ------- | ------- | ------- |
| Matthew Hayden  | Australien | 2       | 3       | 501     | 250,50  | 380     | 2       | 0       |
| Ricky Ponting   | Australien | 2       | 3       | 259     | 129,50  | 169     | 1       | 1       |
| Mark Vermeulen  | Simbabwe   | 2       | 4       | 166     | 41,50   | 63      | 0       | 1       |
| Stuart Carlisle | Simbabwe   | 2       | 4       | 160     | 40,00   | 118     | 1       | 0       |
| Steve Waugh     | Australien | 2       | 2       | 139     | 69,50   | 78      | 0       | 2       |
| Bowling         |            |         |         |         |         |         |         |         |
| Spieler         | Mannschaft | Spiele  | Overs   | Wickets | Average | BBI     | 5W      | 10W     |
| Andy Bichel     | Australien | 2       | 92.4    | 10      | 25,50   | 4/63    | 0       | 0       |
| Simon Katich    | Australien | 1       | 32.5    | 6       | 15,00   | 6/65    | 1       | 0       |
| Brett Lee       | Australien | 2       | 73      | 6       | 37,00   | 3/48    | 0       | 0       |
| Ray Price       | Simbabwe   | 2       | 89.4    | 6       | 61,83   | 6/121   | 1       | 0       |
| Jason Gillespie | Australien | 1       | 28.3    | 5       | 11,60   | 3/52    | 0       | 0       |

## Player of the Series
Als Player of the Series wurden die folgenden Spieler ausgezeichnet.
| Serie | Player of the Series |
| ----- | -------------------- |
| Test  | Matthew Hayden       |

### Player of the Match
Als Player of the Match wurden die folgenden Spieler ausgezeichnet.
| Spiel   | Player of the Match |
| ------- | ------------------- |
| 1. Test | Matthew Hayden      |
| 2. Test | Ricky Ponting       |